# جغرافیای پرتغال

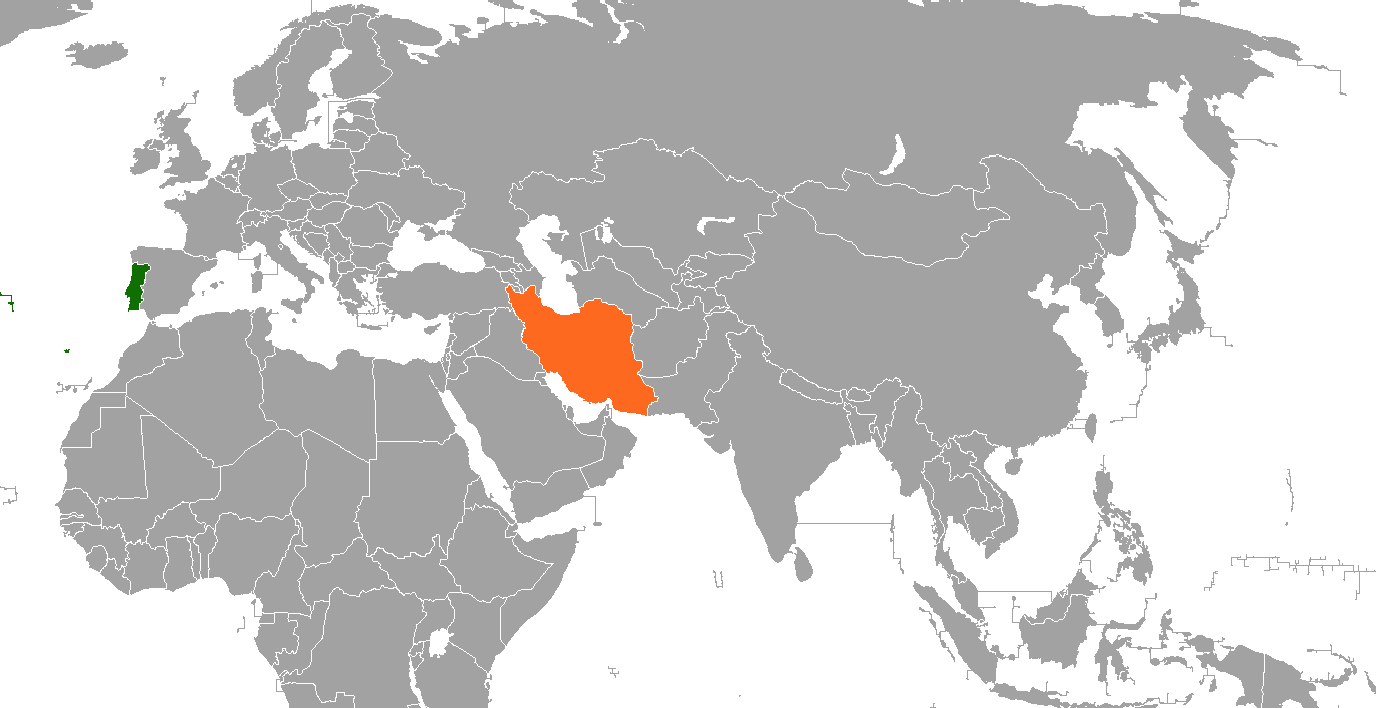
موقعیت جغرافیایی پرتغال در قیاس با ایران.

نقشه ناهمواری‌های پرتغال.

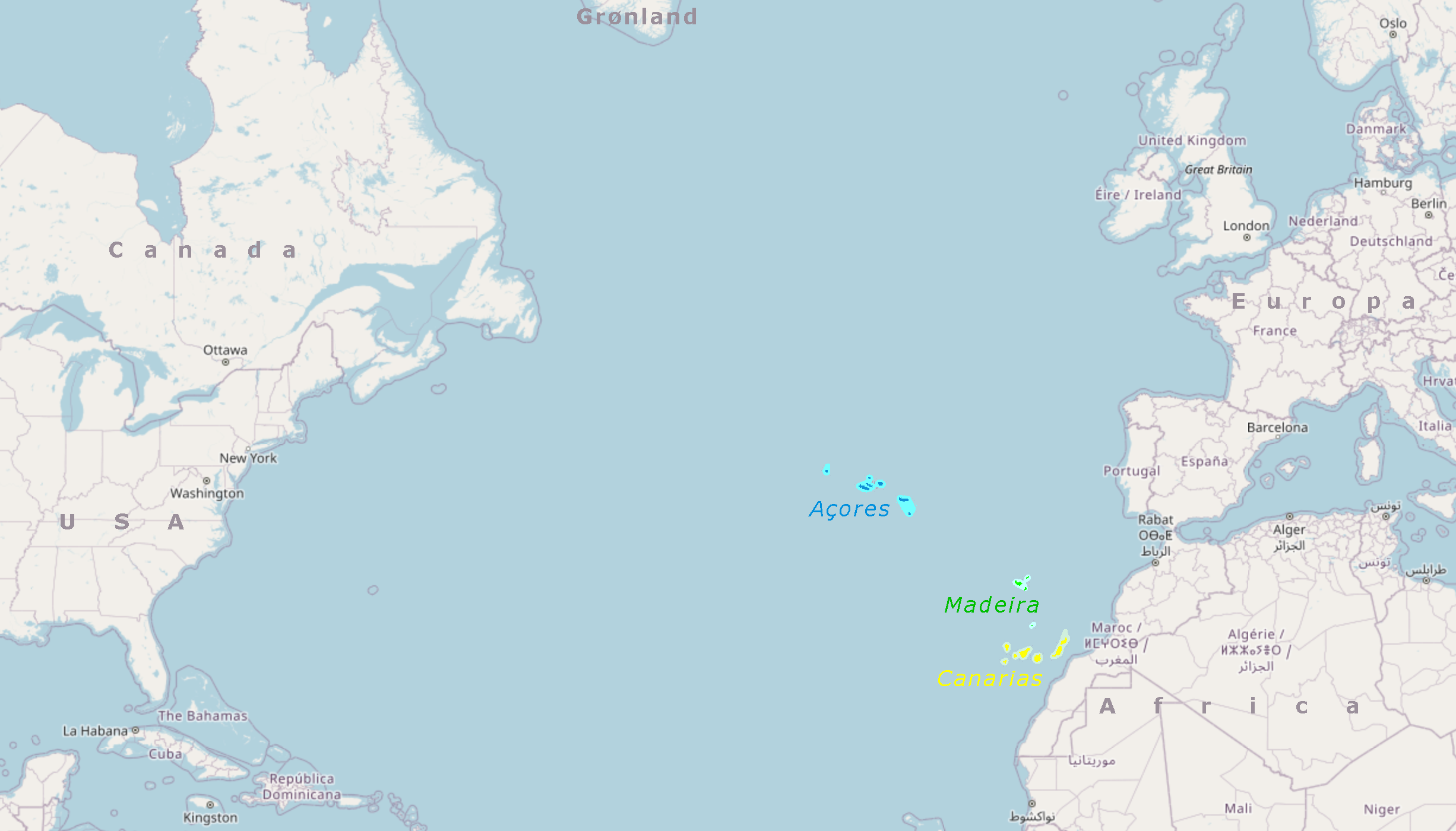
جزایر آزور و مادیرا متعلق به پرتغال است اما جزایر قناری به اسپانیا تعلق دارد.

پرتغال کشوری ساحلی در غرب اروپا است که در غرب شبه‌جزیره ایبری و هم‌مرز با اسپانیا قرار دارد و سواحل طولانی در حاشیه اقیانوس اطلس دارد. با وجود قدمت مرز میان دو کشور که به معاهده ۱۲۹۷ بازمی‌گردد، هنوز اختلافات مرزی محدودی با اسپانیا باقی است. جزایر آزور و مادیرا نیز بخشی از قلمرو پرتغال هستند و در مجموع این کشور ۱۸۰۰ کیلومتر خط ساحلی دارد.
پرتغال یک‌ششم از شبه‌جزیره ایبری را در جنوب‌غربی اروپا اشغال می‌کند و از شمال و شرق با اسپانیا هم‌مرز است، در حالی که از جنوب و غرب به اقیانوس اطلس و از غرب و جنوب‌غرب به جزایر آزور و مادیرا می‌رسد. با وجود وسعت نسبتاً کم، پرتغال تنوع جغرافیایی بالایی دارد؛ از سواحل پست و دشت‌ها تا کوه‌های سرا دا استرلا که به حدود ۲۰۰۰ متر می‌رسند.
پایتخت کشور، لیسبون، مرکز اقتصادی و فرهنگی است که بر تپه‌های کم‌ارتفاع اما پرشیب در کرانه رود تاگوس قرار دارد. شمال کشور همراه با گالیسیای اسپانیا، نوار کوهستانی پیرامون مزتا (فلات مرکزی ایبری) را شکل می‌دهد و جنوب پرتغال عمدتاً از دشت‌ها و فلات‌های سنگ‌آهکی تشکیل شده است.
شمال پرتغال کوهستانی، حاصلخیز و مرطوب‌تر است، در حالی که جنوب خشک‌تر، گرم‌تر و دارای تپه‌زارها و دشت‌های ساحلی گسترده است. بلندترین نقطه در سرزمین اصلی، کوه سرا دا استرلا با ارتفاع ۱۹۹۱ متر است.
رودهای اصلی کشور چون دورو، تاگوس و گوادیانا از مرکز مزتا سرچشمه می‌گیرند و به‌سوی اقیانوس اطلس جریان می‌یابند. تأثیر فلات مزتا موجب بارندگی بیشتر و پوشش گیاهی سرسبز در شمال پرتغال شده، در حالی که جنوب کشور از نظر اقلیمی و پوشش گیاهی چهره‌ای مدیترانه‌ای دارد. پرتغال به‌طور کلی به سه ناحیه جغرافیایی تقسیم می‌شود: شمال، شمال درونی، و جنوب.
بخش جنوبی پرتغال چندان از تنگه جبل‌الطارق، که به دریای مدیترانه راه دارد، دور نیست. این کشور در مجموع مساحتی برابر با ۹۲۰۹۰ کیلومتر مربع دارد که از این مقدار ۹۱٬۴۷۰ کیلومتر مربع (۳۵٬۳۲۰ مایل مربع) خشکی و ۶۲۰ کیلومتر مربع (۲۴۰ مایل مربع) آب است.
آب‌وهوای پرتغال عمدتاً معتدل است و تفاوت‌هایی میان مناطق شمالی، لیسبون و نواحی جنوبی به‌ویژه آلگاروه وجود دارد. شمال خنک‌تر و پرباران‌تر است و جنوب، خشک، آفتابی و با تابستان‌هایی گرم با دمای تا ۲۷ درجه و زمستان‌هایی ملایم است. دمای آب در آلگاروه در تابستان به ۲۰ تا ۲۲ درجه و در زمستان به ۱۳ درجه می‌رسد.
مرز پرتغال و اسپانیا همچنان یک مناقشهٔ ارضی حل‌نشده میان دو کشور است. پرتغال مرز میان دلتای رودهای کایا و ریبِیرا د کونکوش را به‌دلیل اشغال اولیونسا از سوی اسپانیا در سال ۱۸۰۱ به‌رسمیت نمی‌شناسد. این سرزمین، اگرچه در عمل تحت کنترل اسپانیاست، در نظر حقوقی همچنان بخشی از پرتغال محسوب می‌شود، و بنابراین هیچ مرزی در آن ناحیه به‌طور رسمی به‌رسمیت شناخته نمی‌شود.

## جغرافیای طبیعی

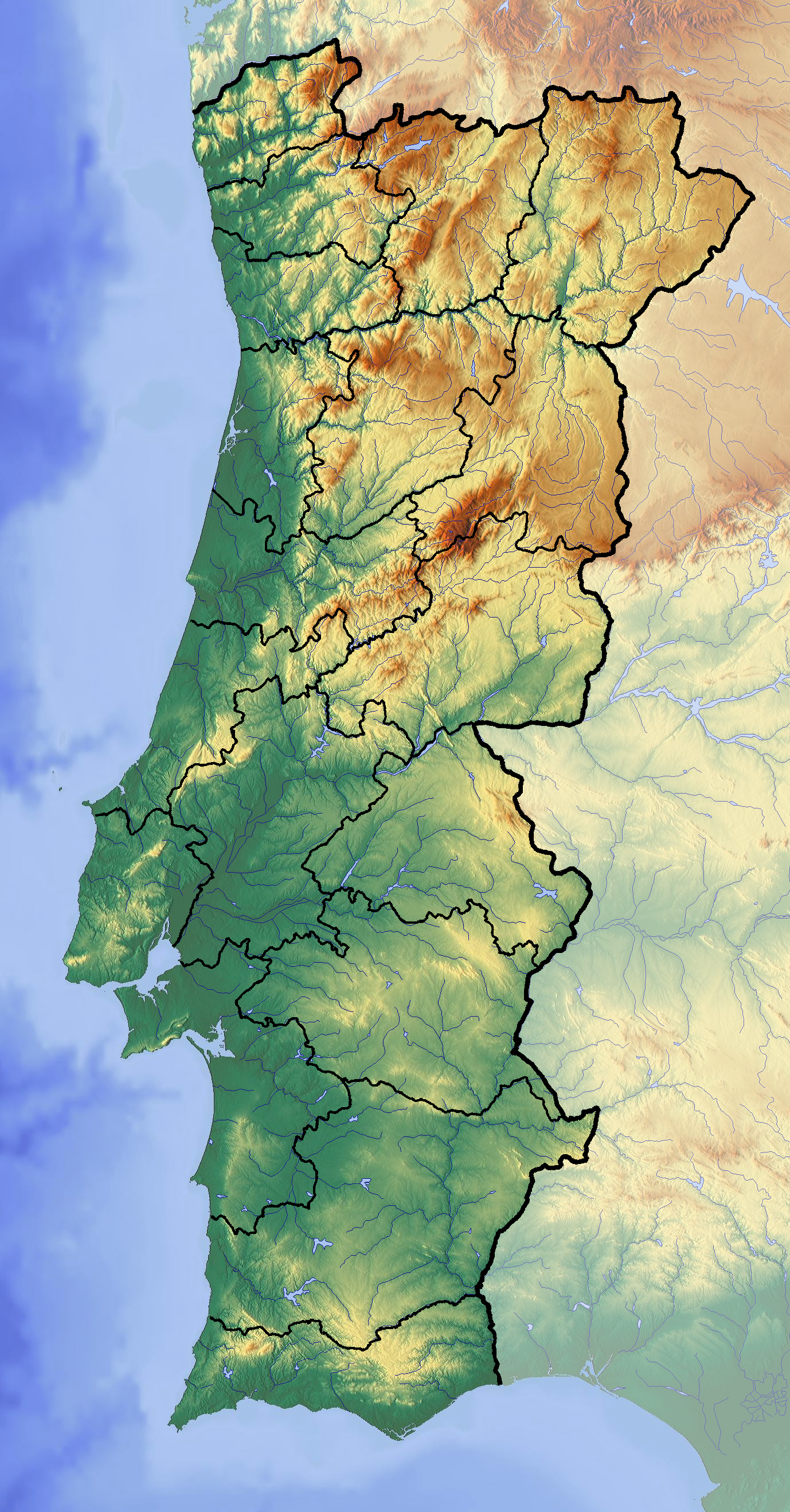
نقشه ناهمواری‌ها و رودهای پرتغال

پرتغال در سواحل غربی فلات شبه‌جزیره ایبری قرار دارد؛ این فلات خشکی‌های دریای مدیترانه را از اقیانوس اطلس جدا می‌کند. پرتغال در ساحل اقیانوسی این فلات قرار گرفته و رودخانه‌های متعددی آن را می‌پیمایند که بیشترشان از اسپانیا سرچشمه می‌گیرند. بیشتر این رودها از شرق به غرب جریان یافته و به اقیانوس اطلس می‌ریزند. از شمال به جنوب، مهم‌ترین رودها عبارت‌اند از: مینهو، دورو، موندگو، تاقو و گادیانا.

### خط ساحلی
فلات قاره‌ای پرتغال مساحتی برابر با ۲۸٬۰۰۰ کیلومتر مربع (۱۱٬۰۰۰ مایل مربع) دارد، اگرچه عرض آن از ۱۵۰ کیلومتر (۹۳ مایل) در شمال تا ۲۵ کیلومتر (۱۶ مایل) در جنوب متغیر است. این منطقه دارای ناهمواری‌های قابل‌توجهی است که با دره‌های ژرف زیرآبی و ادامهٔ رودخانه‌های اصلی شناخته می‌شود. برآمدگی استرِمادورا میان دشت‌های ژرف دریایی ایبری و تاقو قرار دارد، در حالی که شیب قاره‌ای با کوه‌های دریایی احاطه شده و به تپه‌زیرآبی برجستهٔ گورینگه در جنوب متصل است. در حال حاضر، دولت پرتغال ادعای حاکمیت تا عمق ۲۰۰ متر (۶۶۰ فوت) زیر سطح دریا یا تا عمق قابل بهره‌برداری را دارد.
ساحل پرتغال گسترده است؛ در کنار حدود ۹۴۳ کیلومتر (۵۸۶ مایل) خط ساحلی پرتغال قاره‌ای، مجمع‌الجزایر آزور (به‌طول ۶۶۷ کیلومتر) و مادیرا (۲۵۰ کیلومتر) عمدتاً دارای سواحل صخره‌ای و ناهموار هستند. این چشم‌اندازها عمدتاً میان صخره‌های تند و ساحل‌های شنی نرم متناوب‌اند؛ منطقهٔ آلگاروه به‌دلیل ساحل‌های شنی‌اش که محبوب گردشگران‌اند، شناخته می‌شود، در حالی که ناحیهٔ ساحلی اطراف دماغهٔ سنت وینسنت به صخره‌های پرشیب و هولناک معروف است. یکی از ویژگی‌های جالب خط ساحلی پرتغال ریا فورموزا است که با جزایر شنی و اقلیمی دلپذیر همراه با تابستان‌های گرم (اما نه داغ) و زمستان‌های ملایم مشخص می‌شود.
در مقابل، خط ساحلی ریا د آویرو (در نزدیکی آویرو، که «ونیز پرتغال» خوانده می‌شود) توسط دلتایی به طول حدود ۴۵ کیلومتر (۲۸ مایل) و عرض حداکثر ۱۱ کیلومتر (۶٫۸ مایل) شکل گرفته که غنی از ماهی و پرندگان دریایی است. چهار کانال اصلی از میان جزایر و جزیره‌چههای مختلف در مصب رودهای ووگا، آنتوا، بوکو و فونتائو می‌گذرند. از قرن ۱۶ میلادی، این پیشروی‌های باریک خشکی تالابی را شکل داده‌اند که باعث تولید نمک شده است. این ناحیه همچنین در دوران رومیان شناخته شده بود، و نمک ارزشمند آن به روم صادر می‌شد.
در مجمع‌الجزایر آزور، ساحل‌هایی با شن‌های سیاه و سنگ‌ریزه‌ای رایج‌اند؛ فقط در موارد نادری شن‌های سفید وجود دارد (مانند جزیرهٔ سانتا ماریا در آلماگرِیرا). جزیرهٔ پورتو سانتو در مجمع‌الجزایر مادیرا یکی از معدود سواحل ماسه‌ای گسترده در پرتغال را دارد.
دستگاه‌های اندازه‌گیری مد در سواحل پرتغال افزایش ۱–۱٫۵ میلیمتر (۰٫۰۳۹–۰٫۰۵۹ اینچ) در سطح دریا را ثبت کرده‌اند که باعث طغیان مصب‌ها و دلتاهای داخلی برخی از رودخانه‌های اصلی شده است.
در نتیجهٔ مالکیت‌های دریایی و خط ساحلی طولانی، پرتغال دارای منطقه اقتصادی ویژه‌ای به وسعت ۱٬۷۲۷٬۴۰۸ کیلومتر مربع (۶۶۶٬۹۵۶ مایل مربع) است. این سومین منطقه اقتصادی ویژهٔ بزرگ در میان کشورهای اتحادیه اروپا و بیستمین در جهان است. این منطقهٔ دریایی که پرتغال در آن حقوق ویژهٔ سرزمینی برای بهره‌برداری اقتصادی و استفاده از منابع دریایی دارد، منطقه‌ای به وسعت ۱٬۷۲۷٬۴۰۸ کیلومتر مربع (۶۶۶٬۹۵۶ مایل مربع) را در بر می‌گیرد (شامل: پرتغال قاره‌ای ۳۲۷٬۶۶۷ کیلومتر مربع، جزایر آزور ۹۵۳٬۶۳۳ کیلومتر مربع، جزایر مادیرا ۴۴۶٬۱۰۸ کیلومتر مربع).

### قاره
قلمرو پرتغال در جریان تشکیل گندوانا شکل گرفت و پس از آغاز جدایی پانگه‌آ به صفحات کوچکتر، به خشکی‌های اروپا پیوست. صفحه ایبری در جریان کوه‌زایی کادومی در اواخر پیشین‌زیستی نو (حدود ۶۵۰ تا ۵۵۰ میلیون سال پیش) از حاشیه‌های گندوانا شکل گرفت. به‌واسطهٔ برخورد و پیوستگی، گروهی از کمان‌های جزیره‌ای (از جمله صفحهٔ ایبری مرکزی، اوسّا-مورنا و صفحهٔ پرتغال جنوبی) از گندوانا جدا شدند، اما این صفحات از آن زمان به‌طور قابل‌توجهی از هم جدا نشده‌اند. در دوره میانه‌زیستی، این سه صفحه «پرتغالی» بخشی از صفحه آرموریک فرانسه شمالی بودند تا زمانی‌که خلیج بیسکای جدا شد. پس از جدا شدن دشت ژرف ایبری، ایبری و اروپا به‌تدریج از آمریکای شمالی فاصله گرفتند و منطقهٔ شکست میانه اطلس این سه صفحه را از قارهٔ بزرگ جدا کرد. در نهایت، ایبری با جنوب فرانسه برخورد کرده و به صورت شبه‌جزیره‌ای در اروپا درآمد (در دوره کهن‌زیستی نوین). از اواخر الیگوسن، صفحه ایبری بخشی از صفحه اوراسیا شده و مرز میان اوراسیا و آفریقا در امتداد گسل انتقالی آزور-جبل‌الطارق قرار گرفته است.
شبه‌جزیره ایبری که با خط ساحلی‌اش تعریف می‌شود، بخشی از ناحیهٔ شکست زمین‌ساختی واریسکان موسوم به جرم‌سنگ ایبری-هسپریایی است که بخش مرکز-غربی فلات را در بر می‌گیرد. این ساختار توسط رشته‌کوه مرکزی قطع می‌شود که از شمال‌شرق به جنوب‌غرب امتداد دارد و با رشته‌کوه بائتیک اروپا (بخشی از زنجیره آلپ) موازی است. این رشته‌کوه مرکزی به دو بخش تقسیم می‌شود و سه سامانه رودخانه‌ای عمده، نواحی زمین‌ریخت‌شناسی متفاوت را زهکشی می‌کنند:
میستهٔ شمالی (با میانگین ارتفاع ۸۰۰ متر که توسط رود دورو (از شرق به غرب) زهکشی می‌شود.
میستهٔ جنوبی (با ارتفاعی در حدود ۲۰۰ تا ۹۰۰ متر که توسط رود تاقو (از شرق به غرب) و رود گادیانا (از شمال به جنوب) از اسپانیا تغذیه می‌شود و حوضه‌های تاقوی سفلا و سادو را در بر می‌گیرد.
در شمال، چشم‌انداز در مناطق داخلی کوهستانی است و فلات‌هایی با چهار گسل، امکان ایجاد مناطق کشاورزی حاصل‌خیزتر را فراهم کرده‌اند.
مناطق جنوبی تا آلگاروه عمدتاً دشت‌های پست موج‌دار دارند و اقلیمی گرم‌تر و خشک‌تر از شمال خنک و پربارش دارند. دیگر رودهای مهم، دورو، مینهو و گادیانا هستند که مانند تاقو، از اسپانیا سرچشمه می‌گیرند. موندگو که از سرا دا استرلا (بلندترین کوه‌های پرتغال قاره‌ای با ۱۹۹۳ متر) سرچشمه می‌گیرد نیز مهم است. فهرست کامل‌تر در فهرست رودهای پرتغال آمده است.
هیچ دریاچه طبیعی بزرگی در پرتغال قاره‌ای وجود ندارد و بزرگ‌ترین منابع آب درون‌مرزی آن دریاچه‌های پشت سد هستند، مانند سد آلکِوا که با طول ۸۳ کیلومتر و مساحت ۲۵۰ کیلومتر مربع، بزرگ‌ترین دریاچه مصنوعی اروپا است. با این‌حال، چند دریاچه آب شیرین کوچک در پرتغال وجود دارند که مشهورترین آن‌ها در سرا دا استرلا، یعنی دریاچهٔ کومپریدا (Lagoa Comprida) و دریاچهٔ اسکورا (Lagoa Escura) هستند که از یخچال‌های طبیعی کهن به‌وجود آمده‌اند. دریاچه پاتِیرا د فِرمِنتلوس در نزدیکی آویرو یکی از بزرگ‌ترین دریاچه‌های طبیعی شبه‌جزیره ایبری و سرشار از حیات وحش است. در مجمع‌الجزایر آزور، دریاچه‌ها در دهانهٔ آتشفشان‌های خاموش شکل گرفته‌اند؛ دریاچه فوگو و دریاچه‌هفت‌شهر (دو دریاچهٔ کوچک متصل به هم) از جملهٔ این موارد در جزیره سائو میگل هستند.
تالاب‌هایی نیز در سواحل اطلس وجود دارند، مانند تالاب آل بوفیرا و تالاب اوبیدوس (نزدیک فوش دو آرلیو، اوبیدوس).

### مجمع‌الجزایر

نقشه ناهمواری‌های مادیرا

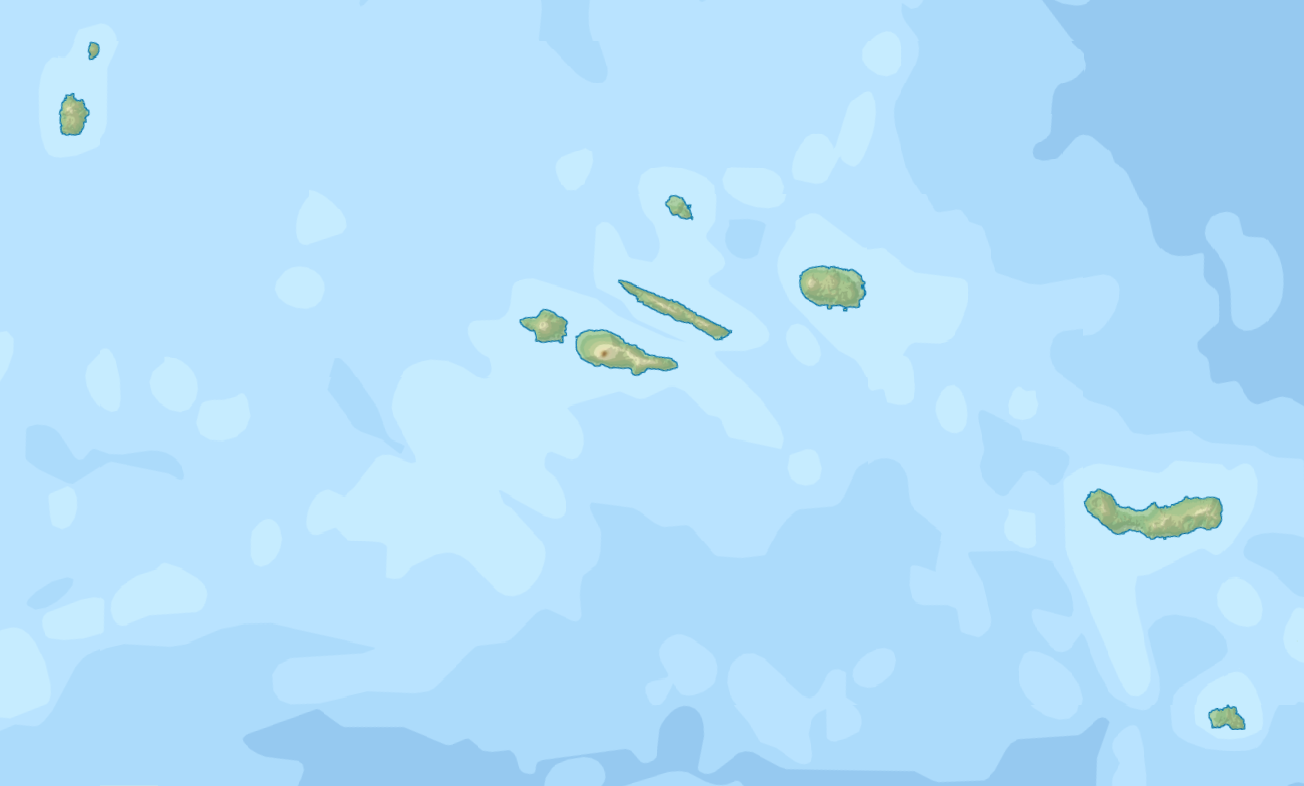
نقشه ناهمواری‌های آزور

علاوه بر بخش اروپایی، پرتغال شامل دو ناحیهٔ خودگردان در اقیانوس اطلس است که از مجمع‌الجزایر مادیرا و آزور تشکیل شده‌اند. مادیرا که بر روی صفحهٔ تکتونیکی آفریقا قرار دارد، شامل جزیرهٔ اصلی مادیرا، پورتو سانتو و جزایر کوچک ساواج می‌شود. مجمع‌الجزایر آزور که در محل تلاقی صفحات آفریقا، اروپا و آمریکای شمالی واقع شده‌اند، بر پشته میانی اقیانوس اطلس گسترده شده‌اند. این مجمع‌الجزایر دارای ۹ جزیره است که معمولاً به سه گروه (غربی، مرکزی و شرقی) تقسیم می‌شوند و چندین صخرهٔ کوچک به نام فورمیگاش نیز بین جزایر سائو میگل و سانتا ماریا قرار دارند. هر دو گروه جزیره دارای منشأ آتشفشانی هستند و فعالیت‌های آتشفشانی و لرزه‌ای تاریخی در آن‌ها تا امروز ادامه دارد.
مجمع‌الجزایر آزور، یکی از نواحی خودگردان پرتغال، در اقیانوس اطلس شمالی و حدود ۱۶۰۰ کیلومتری غرب سرزمین اصلی پرتغال واقع شده و از ۹ جزیرهٔ اصلی تشکیل شده است. این جزایر در سه گروه شرقی، مرکزی و شمال‌غربی تقسیم می‌شوند. مرکز این جزایر شهر پونتا دلگادا در جزیره سائو میگل است.
آزور بخشی از پشته میانی اقیانوس اطلس است و در واقع رشته‌کوهی آتشفشانی در دل اقیانوس محسوب می‌شود. بلندترین نقطه آن کوه پیکو با ارتفاع ۲۳۵۱ متر است که بلندترین نقطه پرتغال نیز به‌شمار می‌آید. زمین‌لرزه‌ها و فوران‌های آتشفشانی در این منطقه رایج‌اند، از جمله فوران بزرگ کاپلینیوش در ۱۹۵۷–۵۸.
اقلیم آزور نیمه‌گرمسیری مرطوب است و پوشش گیاهی آن ترکیبی از گونه‌های اروپایی و مدیترانه‌ای است. کشاورزی گسترده شامل غلات، سبزیجات، میوه‌ها، انگور شرابی و آناناس در آن رواج دارد. جزیره پیکو به‌خاطر تاکستان‌هایش در فهرست میراث جهانی یونسکو قرار دارد و سائو ژرژه به تولید پنیر باکیفیت شهرت دارد. همچنین در سائو میگل دو مزرعه چای فعال وجود دارد که از معدود نمونه‌های این صنعت در اروپاست. تماشای نهنگ‌ها از جاذبه‌های گردشگری مهم منطقه است و حدود ۲۰ گونه نهنگ و دلفین در پیرامون جزایر دیده می‌شوند.
افزون بر این، در آزورها چندین آتشفشان زیرآبی نیز وجود دارد، مانند دم ژوآئو ده کاسترو، که در گذشته فوران‌هایی داشته‌اند، از جمله فوران «سراتا» در نزدیکی جزیره ترسیرا. آخرین رویداد مهم آتشفشانی در سال‌های ۱۹۵۷ تا ۱۹۵۸ در ساحل غربی جزیره فایال رخ داد و منجر به شکل‌گیری آتشفشان کاپلینیوش شد. رویدادهای زمین‌لرزهای در آزور رایج است.
سواحل قاره‌ای پرتغال نیز گاه‌گاهی دچار زمین‌لرزه‌های شدید می‌شوند. آتش‌سوزی جنگل‌ها عمدتاً در فصل تابستان در سرزمین اصلی پرتغال رخ می‌دهند و پدیده‌های شدید جوی مانند بادهای نیرومند و سیل نیز بیشتر در زمستان اتفاق می‌افتند. مجمع‌الجزایر آزور گاه‌به‌گاه در معرض توفندهای گرمسیری قرار می‌گیرند، مانند توفند ژان (۱۹۹۸) و توفند گوردون (۲۰۰۶).

## آب‌وهوا
کشور پرتغال دارای آب و هوای عمدتاً معتدل و مدیترانه ای است. آب و هوای این کشور در فصل زمستان مانند شهرهای ساحلی اسپانیا می‌باشد. میانگین دمای هوا در طول روز حداکثر تا ۱۷ درجه سانتی گراد (۶۴ درجه فارنهایت) می‌شود؛ اما رطوبت هوا در کشور پرتغال بسیار بیشتر از شهرهای ساحلی اسپانیا است. در فصل زمستان به‌طور متوسط تنها ۱۵ روز خشک در پرتغال حاکم است و ساعت تابش آفتاب در این فصل ۶ الی ۷ ساعت می‌باشد. در بهار فرایند گرم شدن به صورت تدریجی رخ می‌دهد. به‌طور متوسط حداکثر دمای هوا در ماه مهر ۲۵ درجه سانتی گراد (۷۴درجه فارنهایت) گرمتر از صفر می‌باشد در این فصل همچنین سواحل اقیانوس اطلس مرطوب تر از سواحل کشور اسپانیا است. در فصا تابستان نسیم با طراوتی از سمت دریا برفراز کشور پرتغال می‌وزد و شرایط آب و هوایی را بسیار دلپذیر می‌کند. درجه حرارت حداکثر ۲۶ درجه سانتی گراد (۷۹ درجه فارنهایت) است و ساعت تابش آفتاب ۱۲ الی ۱۳ ساعت است و تقریباً در تمام فصل‌های سال هوا خشک می‌باشد. در فصل پاییز دوباره رطوبت به هوای پرتغال برمی گردد و در ماه تقریباً ۱۳ الی ۱۸ روز خشک وجود دارد. در طول فصل‌های پاییز و زمستان ممکن است بارندگی رخ بدهد اما در تابستان و بهار این احتمال کمتر است و درجه حرارت تا ۳۹ درجه سانتی گراد بالای صفر می‌رسد. شمال پرتغال دارای آب و هوایی معتدل تر است اما شمال شرق دارای زمستان‌هایی طولانی‌تر و تابستان‌هایی گرم تر است. تابستان در جنوب کشور همچنین بسیار گرم است و در زمستان امکان بارش برف در شمال کشور وجود ندارد.

## تقسیمات کشوری
1. Lisbon (Lisboa in Portuguese)
2. Leiria
3. Santarém
4. Setúbal
5. بژا Beja
6. Faro
7. Évora
8. Portalegre
9. Castelo Branco
10. Guarda
11. Coimbra
12. Aveiro
13. Viseu
14. Bragança
15. Vila Real
16. Porto
17. Braga
18. Viana do Castelo

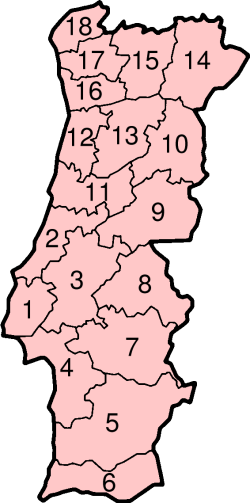

کشور پرتغال به هفت ناحیه و دو منطقه خودمختار (عبارت از مجمع‌الجزایرها) بخش شده است

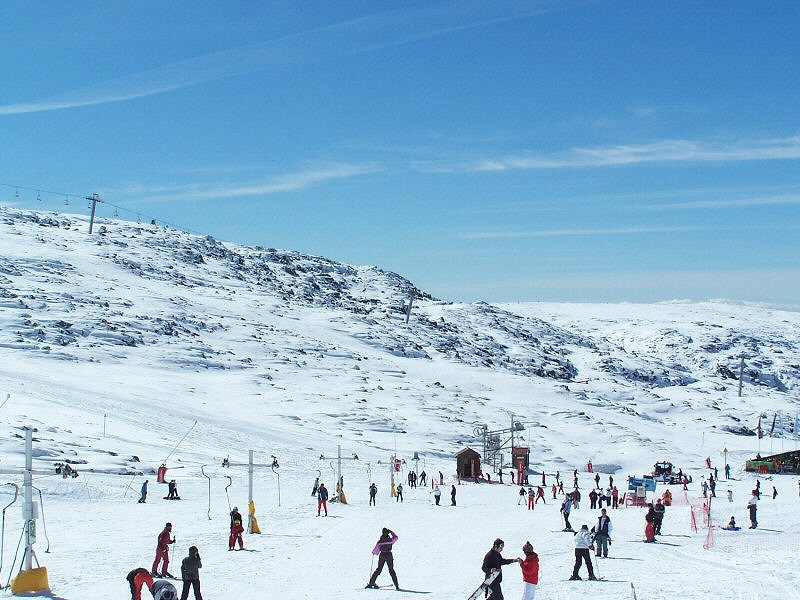
سِرا دا استرلا، بلندترین رشته‌کوه در پرتغال قاره‌ای و مقصد محبوب گردشگری زمستانی

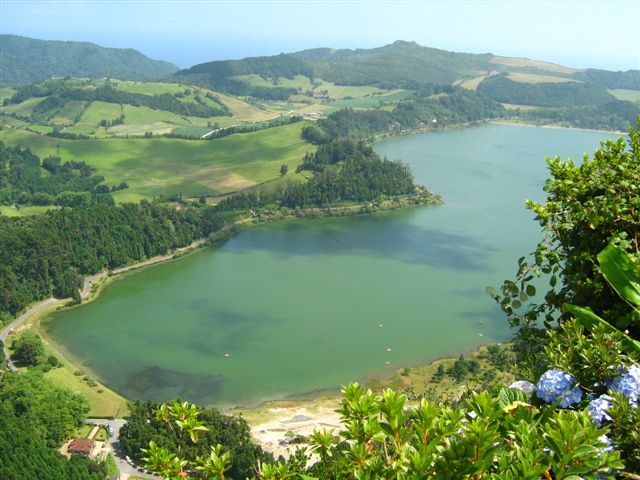
دریاچهٔ آتشفشانی لاگوا داس فورناس، در جزیرهٔ سائو میگل

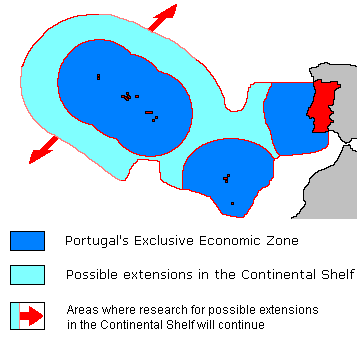
منطقهٔ اقتصادی ویژهٔ پرتغال

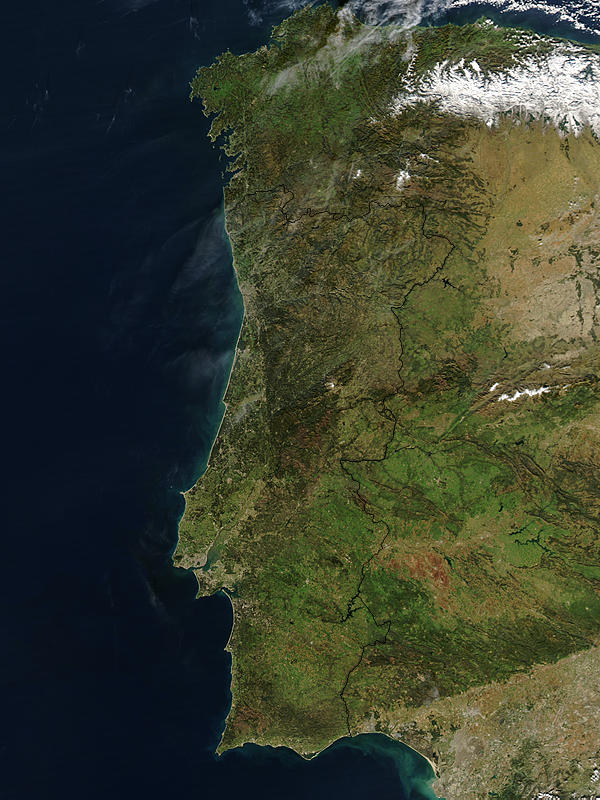
شرایط داغ و خشک باعث آتش‌سوزی‌های مخرب در شمال و مرکز پرتغال و اسپانیا در تابستان ۲۰۰۳ شد. این تصویر در ۱۹ ژانویه ۲۰۰۴ گرفته شده، زمانی که برخی از آثار سوختگی‌ها محو شده، اما در مرکز پرتغال و مناطق مرزی اسپانیا هنوز به رنگ قرمز تیره نمایان است.

«پرتغالی» (در سمت چپ)]] 